# Övernäring
Övernäring är en form av malnutrition i vilken födoämnena är intagna i för stor del i förhållandet till behovet för normal tillväxt, utveckling och metabolism.
Termen kan referera till övervikt på grund av generell överkonsumtion av mat med stort kaloriinnehåll eller kan vara överdriven konsumtion av specifika födoämnen vilket kan leda till vitaminförgiftning, mineralförgiftning eller obalanser orsakade av vissa modedieter, exempelvis kan Atkinsdieten leda till ett för högt proteinintag.
Övernäring kan drabba allvarligt undernärda personer (tex patienter med anorexia nervosa) när näringsintaget ökar.
Det är därför ytterst viktigt att dessa patienter får en stegvis upptrappning av näring, eftersom övernäring kan orsaka elektrolytrubbning och i värsta fall leda till döden.
Alla kan drabbas av övernäring eller andra former av malnutrition, men några exempel på personer som ligger i farozonen är de som är socialt isolerade, har begränsad rörlighet eller är låginkomsttagare samt patienter med ett långvarigt sjukdomstillstånd som påverkar vikt, aptit eller tarmens förmåga att uppta näringsämnen. Övernäring är ett problem som ökar bland barn och ungdomar, och som tros kunna orsaka typ 1-diabetes.
Under tidigt 1990-tal började Världshälsoorganisationen (WHO) varna för en övernäringsepidemi. Sedan dess har WHO bedrivit kampanjer för att öka allmänhetens medvetande om problemet. WHO har även tagit fram en global strategi för kost, fysisk aktivitet och hälsa, i vilken man beskriver de steg som behöver tas för att motverka den globala övernäringen.